# Bengáli szultánok listája
Az alábbi lista a középkori Indiában létező Bengáli Szultánság uralkodóit tartalmazza.
| Uralkodóház      | Uralkodó           | Uralkodott  | Eredeti név | Megjegyzés     |
| ---------------- | ------------------ | ----------- | ----------- | -------------- |
| Iliasz Sáh-ház   | Iliasz Sáh         | 1342 – 1358 | إلياس شاه   |                |
| Iliasz Sáh-ház   | I. Szikander Sáh   | 1358 – 1390 | سكندر شاه   |                |
| Iliasz Sáh-ház   | Azam Sáh           | 1390 – 1411 | أعظم شاه    |                |
| Iliasz Sáh-ház   | Hamza Sáh          | 1411 – 1413 | حمزة شاه    |                |
| Iliasz Sáh-ház   | I. Muhammad Sáh    | 1413        | محمد شاه    |                |
| Iliasz Sáh-ház   | Bajazid Sáh        | 1413 – 1414 | بايزيد شاه  |                |
| Iliasz Sáh-ház   | I. Firúz Sáh       | 1414 – 1415 | فيروز شاه   |                |
| Ganesa-ház       | Rádzsa Ganesa      | 1414 – 1415 |             |                |
| Ganesa-ház       | II. Muhammad Sáh   | 1415 – 1416 |             |                |
| Ganesa-ház       | Rádzsa Ganesa      | 1416 – 1418 |             |                |
| Ganesa-ház       | Muhammad Sáh (2x)  | 1418 – 1433 |             |                |
| Ganesa-ház       | Ahmad Sáh          | 1433 – 1436 |             |                |
| Iliasz Sáh-ház   | I. Mahmúd Sáh      | 1435 – 1459 | محمود شاه   |                |
| Iliasz Sáh-ház   | Barbak Sáh         | 1459 – 1474 | بربك شاه    |                |
| Iliasz Sáh-ház   | Juszuf Sáh         | 1474 – 1481 | يوسف شاه    |                |
| Iliasz Sáh-ház   | II. Szikander Sáh  | 1481        |             |                |
| Iliasz Sáh-ház   | Fateh Sáh          | 1481 – 1487 | فتح شاه     |                |
| Habsi-ház        | Barbak             | 1487        |             |                |
| Habsi-ház        | II. Firúz Sáh      | 1487 – 1489 |             |                |
| Habsi-ház        | II. Mahmúd Sáh     | 1489 – 1490 |             |                |
| Habsi-ház        | Muzaffar Sáh       | 1490 – 1494 |             |                |
| Husszain Sáh-ház | Husszain Sáh       | 1494 – 1518 |             |                |
| Husszain Sáh-ház | Naszrat Sáh        | 1518 – 1533 |             |                |
| Husszain Sáh-ház | III. Firúz Sáh     | 1533        |             |                |
| Husszain Sáh-ház | III. Mahmúd Sáh    | 1533 – 1538 |             |                |
| Szúri-ház        | Sér Sáh Szúri      | 1538 – 1539 |             | Szúri szultán. |
| Szúri-ház        | Khidr Kán          | 1539 – 1541 |             |                |
| Szúri-ház        | Házi Fazilat       | 1541 – 1545 |             |                |
| Szúri-ház        | Muhammad Kán Szúri | 1545 – 1555 |             |                |
| Szúri-ház        | Sáhbaz Kán         | 1555        |             |                |
| Szúri-ház        | Bahádur Sáh        | 1555 – 1561 |             |                |
| Szúri-ház        | Dzsalal Sáh        | 1561 – 1564 |             |                |
| Szúri-ház        | Gijasz-ud-Din Sáh  | 1563 – 1564 |             |                |

## Fordítás
- Ez a szócikk részben vagy egészben  a   Sultanate of Bengal című angol Wikipédia-szócikk fordításán alapul.  Az eredeti cikk szerkesztőit annak laptörténete sorolja fel. Ez a jelzés csupán a megfogalmazás eredetét és a szerzői jogokat jelzi, nem szolgál a cikkben szereplő információk forrásmegjelöléseként.
- Ez a szócikk részben vagy egészben  az   Ilyas Shahi dynasty című angol Wikipédia-szócikk fordításán alapul.  Az eredeti cikk szerkesztőit annak laptörténete sorolja fel. Ez a jelzés csupán a megfogalmazás eredetét és a szerzői jogokat jelzi, nem szolgál a cikkben szereplő információk forrásmegjelöléseként.